# Archiearis betulata
Archiearis betulata är en fjärilsart som beskrevs av Peter Simon Pallas 1773. Archiearis betulata ingår i släktet Archiearis och familjen mätare. Inga underarter finns listade i Catalogue of Life.